# Feminismus

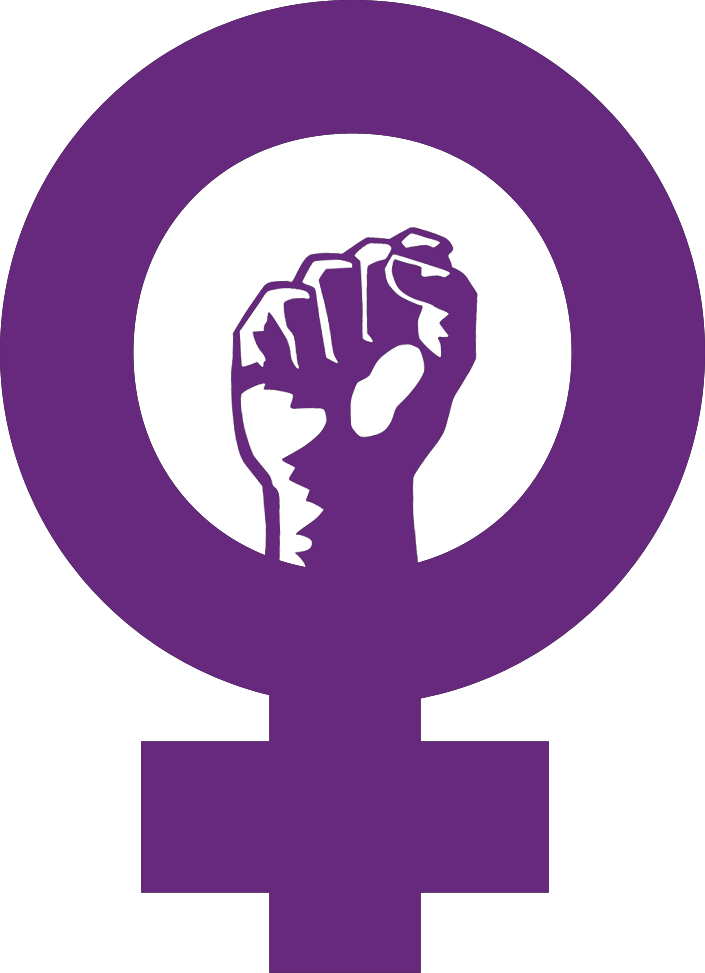
Venušin symbol se zdviženou pěstí uprostřed, používán jako symbol feminismu a ženské síly (women power)

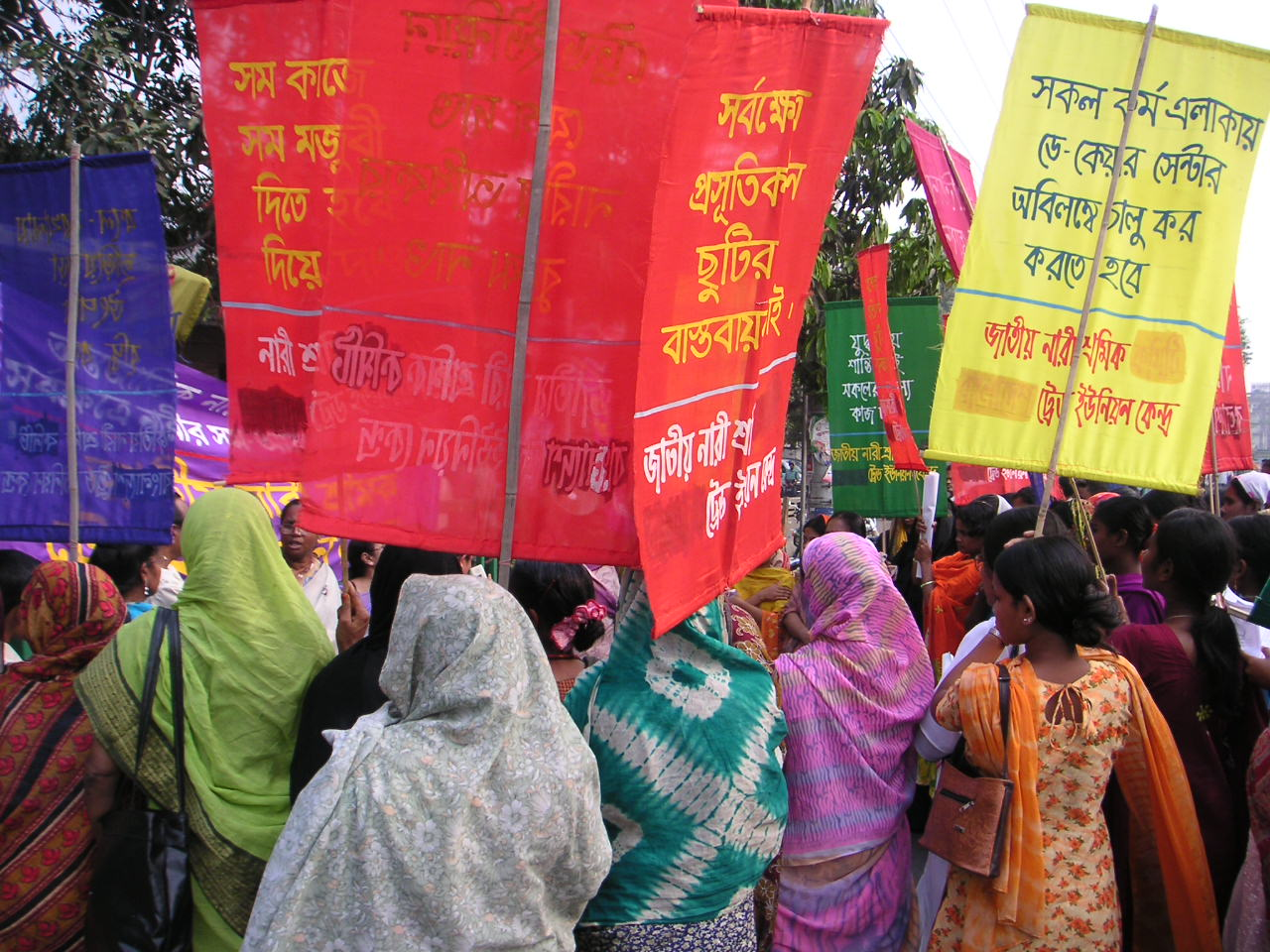
Mezinárodní den žen v bangladéšské Dháce

Feminismus označuje spektrum ideologií, politických a sociálních hnutí, která si kladou za cíl definovat, zkoumat a dosáhnout politické, ekonomické a sociální rovnosti mezi pohlavími. Důvody této nerovnosti mohou být spatřovány v patriarchálním uspořádání společnosti založeného na genderových stereotypech a rolích. Součástí snah feministických hnutí je tak i kritika a boj s genderovou nerovností, sexismem a misogynií a rozbor těchto mocenských vztahů.
Feministická hnutí bojují zejména za ženská práva, zahrnující práva žen volit, zastávat veřejnou funkci, pracovat a být za stejnou práci stejně platově ohodnoceny jako muži (gender pay gap), vlastnit majetek, právo na vzdělání, mateřskou dovolenou a stejná práva v manželství. Feministická hnutí se také zasazují o legální přístup k reprodukčním právům, včetně přístupu k antikoncepci a umělému potratu (úmyslnému ukončení nechtěného těhotenství), společenské integraci, genderově neutrální (nesexistický) jazyk a ochranu žen před znásilněním, sexuálním obtěžováním a domácím násilím. Přestože většina činností feministických hnutí v minulosti směřovala k obhajobě ženských práv, novodobé feministky a feministé včetně bell hooks, tvrdí, že tyto aktivity ve výsledku napomáhají i mužské liberalizaci, protože tradiční genderové role škodí nejen ženám, ale právě i mužům (toxická maskulinita).
Historii feminismu lze rozdělit do tří vln, které přicházely v návaznosti na sebe. První vlna, která zahrnuje období od 19. století do počátku 20. století, dala vzniknout feminismu jako takovému a bojovala především za právo žen volit a vlastnit majetek. Druhá vlna naproti tomu v reakci na celospolečenské změny v 60. letech a 70. letech 20. století debatu rozšířila o široké spektrum témat zahrnující sexualitu, rodinu, manželství, pracovní uplatnění, reprodukční práva a všeobecnou rovnost. Široká popularita, kterou si feminismus v této době získal, a s tím v ruku v ruce jdoucí prosazování se žen na vyšších pracovních pozicích, a to v armádě, médiích a ve sportu, a sice z velké části díky aktivismu druhé vlny, také daly prostor k většímu zaměření se na problémy jako je domácí násilí a znásilnění. Během druhé vlny tak začalo vznikat mnoho azylových domů pro týrané ženy.
Volání po nové vlně v reakci na vnitřní rozkoly v rámci feministických hnutí (zejména pohledu na pornografii, sexuální práci, feminitu a sexismus) předznamenalo příchod třetí vlny, trvající od 90. let 20. století dodnes. Třetí vlna začala souběžně s rozvojem afroamerického a LGBTQ hnutí zdůrazňovat potřebu intersekcionality, to znamená, že zatímco feminismus druhé vlny se soustředil zejména na bílé ženy ze střední třídy a „ženskou zkušenost“ chápal jako univerzální, feminismus třetí vlny poukazuje na rozdílné problémy, zkušenosti a postavení žen na základě jejich etnicity, rasy a třídního postavení, ale i věku, sexuální orientace, genderové identity, handicapu a dalších. Zeširoka se také oproti předchozím vlnám soustředí na téma sexuálního obtěžování, genderu a boje s genderovými stereotypy a rolemi, jako prostředku, který podle některých feministek a feministů přispívá i k mužské liberalizaci. K opozici vůči feminismu se staví antifeminismus.

## Etymologie
Samotný termín pocházející z francouzského féminisme původně skutečně označoval „ženské hnutí“ usilující o zlepšení postavení žen ve všech oblastech společenského života.

## Historie
Historie feminismu (či ženského hnutí) bývá na Západě dělena na tři až čtyři vlny, a to podle převažujících snah a témat:
- první vlna feminismu (zhruba 19. století – počátek 20. století) je charakterizována kritikou nerovností de iure, a tedy bojem za základní lidská práva i pro ženy a jejich zakotvení v legislativě.
- druhá vlna feminismu (zhruba 60. – raný počátek 80. let 20. století) se soustřeďovala především na boj s nerovnostmi, které i přes oficiální rovnost mužů a žen dále přetrvávaly de facto.
- třetí vlna feminismu (od 90. let 20. století) kritizuje předchozí esencialistickou a monolitickou definici femininity a rozbíjí jednolitý feminismus na mnoho dalších směrů, které zohledňují různost žen (podle věku, barvy pleti, sexuální orientace, původu a tak dále). Do třetí vlny feminismu se také řadí hnutí Riot Grrrl vyjadřující své názory pomocí punkové hudby (viz Bikini Kill, Hole, Pussy Riot).
- čtvrtá vlna feminismu (začátek 21. století) je tematicky různorodá a vyznačuje se využíváním sociálních sítí a online aktivismem. Příkladem jsou hnutí #MeToo, web Laury Bates Everydaysexism.com anebo polský Czarny protest.[14]

### První vlna feminismu

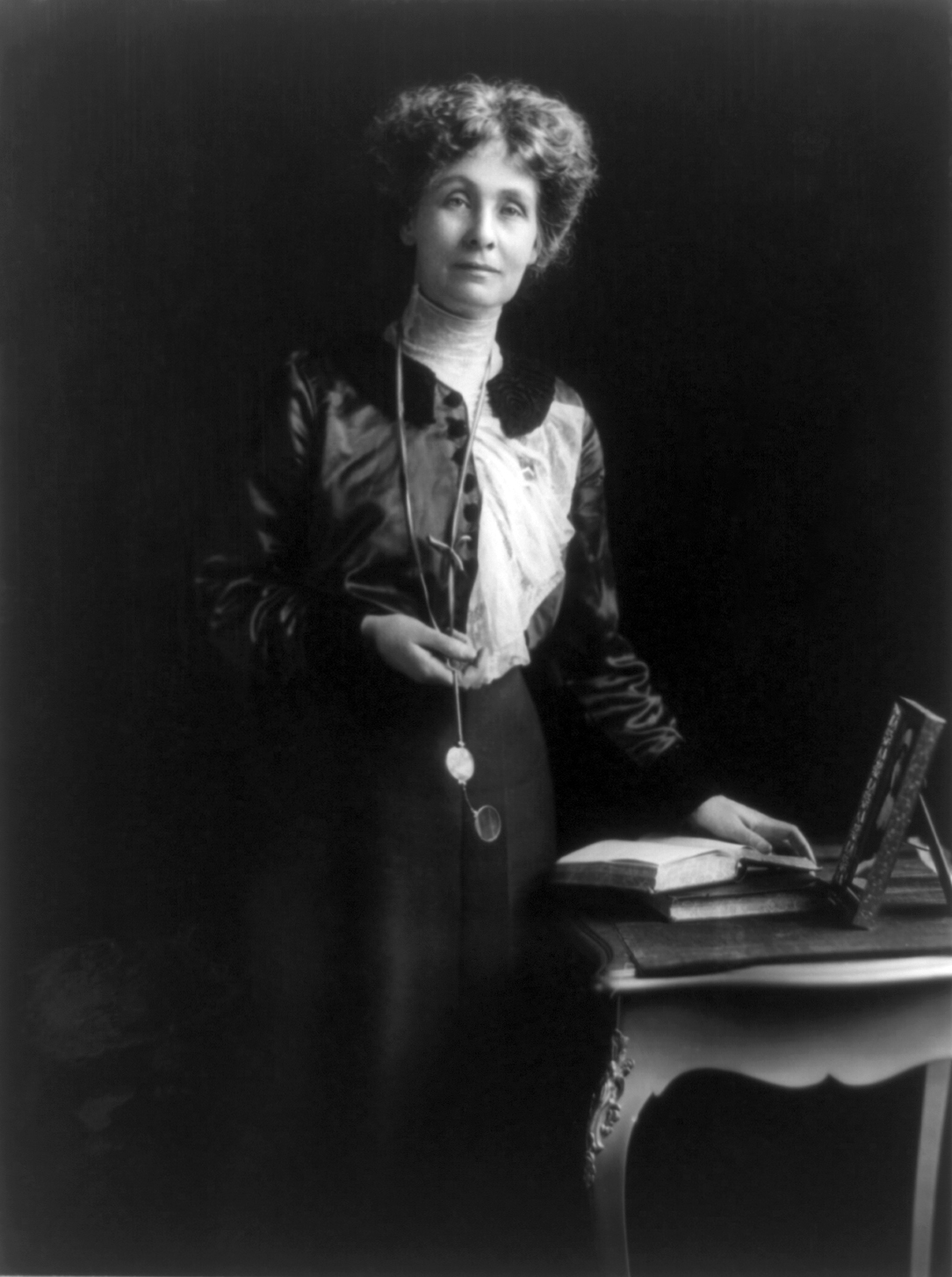
Emmeline Pankhurstová, britská sufražetka a zakladatelka WSPU, čistě ženské organizace bojující za volební právo žen

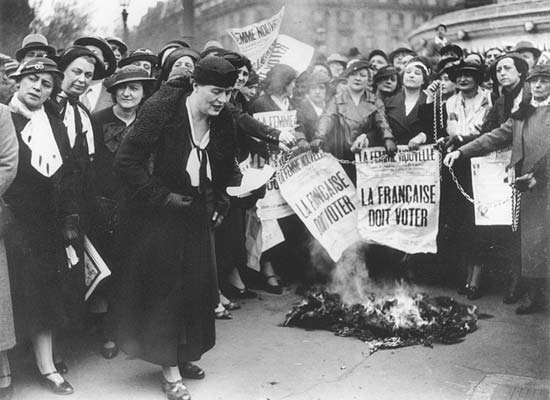
Louise Weissová s dalšími francouzskými sufražetkami v roce 1935

V Evropě se feminismus začal vyvíjet souběžně s francouzským osvícenstvím v 18. století (Nicolas de Condorcet: vymanění se z autority otců a manželů; Rustaing de Saint-Jory: vláda v zemi by měla být udělována střídavě muži a ženě; Pierre de Marivaux: zrušení manželství, atd.) Myšlení se na konci 18. století začíná dynamicky proměňovat a výrazněji akceptovat individuální svobody.
K významné emancipaci žen došlo během Francouzské revoluce, která propukla v roce 1789. Myšlenky provázející vznik a průběh revoluce oslovily mnoho žen a vzbudily u nich živý zájem o rovnoprávnost. Jednou z největších bojovnic této doby byla Olympe de Gouges, která již od 80. let 18. století vystupovala s předzvěstí velké společenské revoluce, jejímž úkolem bude osvobodit ženy od nadvlády mužů. Jako odpověď na slavnou Deklaraci lidských práv (resp. Prohlášení o právech člověka a občana), hlavní dokument revoluce, vydala v roce 1791 Prohlášení o právech ženy a občanky
Tato deklarace nebyla pouhým přepisem původní Deklarace, ale hlásala, že ženy se rodí svobodné a jsou si rovné s muži; a zároveň se dožadovala garance rovných práv ve všech oblastech života. Ideologického vedení revoluce se však postupně ujali muži ovlivnění myšlenkami Jeana-Jacquese Rousseaua, který trval na oddělení rolí muže a ženy.[19] Bojovnost Olympe de Gouges, která ve své Deklaraci práv ženy žádala rovnoprávnost jak na řečnické tribuně, tak na popravišti, dráždila revolucionáře různých směrů. Poté, co otevřeně napadla Marata a Robespierra, byla s jinými přívrženci Georgese Dantona na podzim 1793 popravena.
Další významnou osobností pro rozvoj feministického myšlení byla Mary Wollstonecraftová (1759–1797), která byla ovlivněna myšlenkami anarchismu a zároveň se stala inspirací pro anarchofeministické myšlení 20. století. 
Její kniha Obhajoba ženských práv (Vindication of the rights of woman) 
z roku 1792 poukazuje na skutečnost, že ženy jsou do své role tlačeny prostřednictvím společenských tradic a výchovy. K problému společenské nerovnosti žen přistupuje jako k otázce morálky a kulturní úrovně společnosti.
V USA se feministické hnutí rozvíjelo v souvislosti s hnutím abolicionistickým (hnutí proti otrokářství). Ženy vytvářely vlastní struktury a poprvé se účastnily formálních politických aktivit. V počátcích amerického ženského hnutí sehrály významnou roli černošky, přestože musely čelit rasovému nepřátelství (např. Sojourner Truth).
Pro feminismus bylo důležité 19. století, které se zaměřilo především na získání volebního práva. První zemí, kde bylo toto právo přiznáno ženám na jejich nátlak, byl Nový Zéland v roce 1893, ale například Švýcarsko až v roce 1971. Hnutí žen v 19. a na počátku 20. století bylo vedeno pojmy práva a rovnosti. Většina tehdejších historiků poukazuje na souvislost s rozvojem průmyslu a kapitálu provázeným hlubokými změnami ve společenských a politických systémech. Vznikala zde příležitost a v určitých vrstvách a systémech i nutnost placené práce žen a tím možnost ekonomické nezávislosti na muži a rodině.

### Druhá vlna feminismu

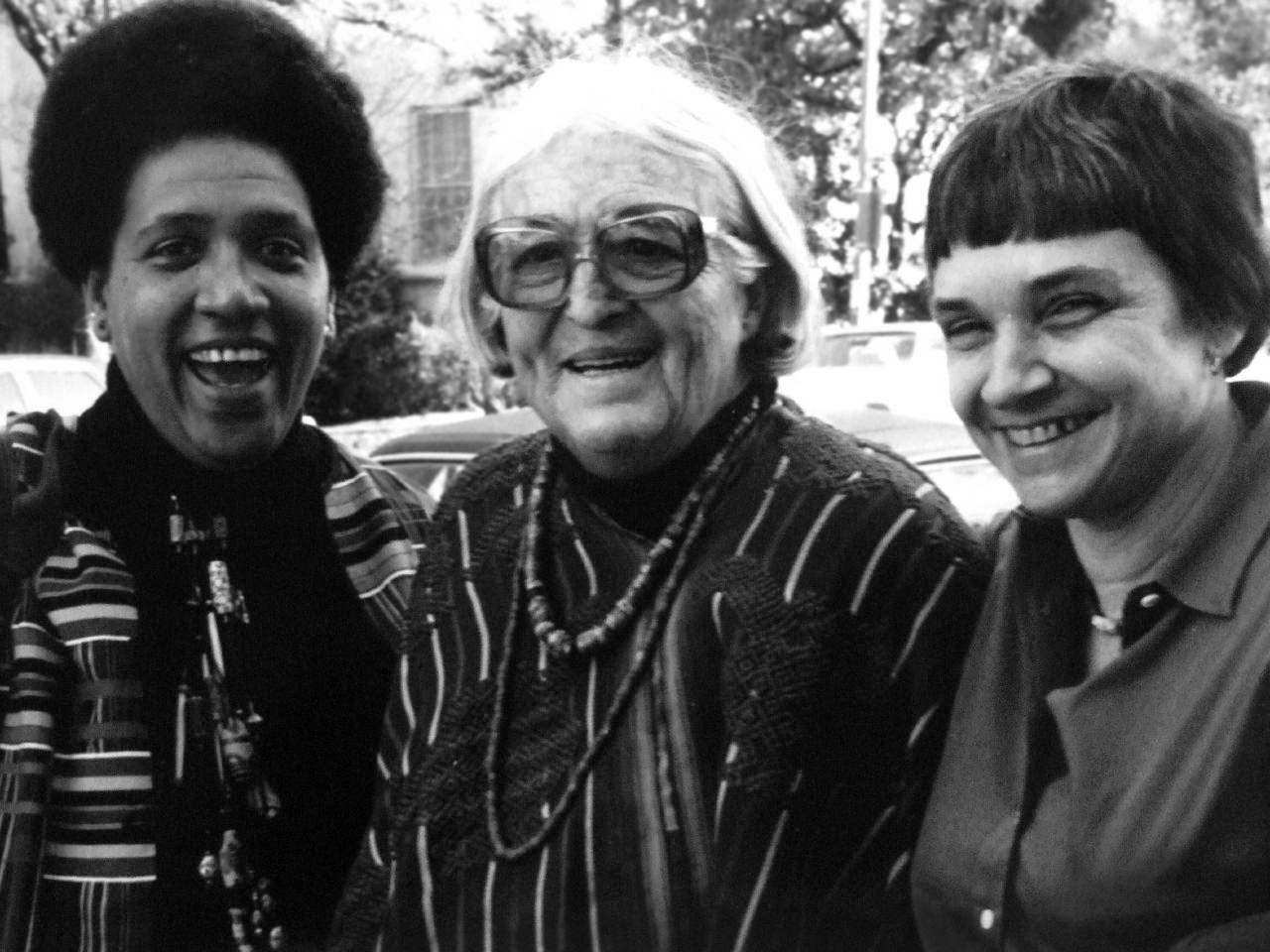
Audre Lorde (vlevo), Meridel Le Sueur (uprostřed) a Adrienne Richová (vpravo), významné představitelky druhé vlny a intersekcionálního přístupu k feminismu

S nebývalou razancí se začíná prosazovat feminismus na přelomu padesátých a šedesátých let po druhé světové válce mezi bílými vzdělanými ženami v Evropě a Americe. Klíčovým heslem této poválečné vlny je „osvobození z útlaku“. Právě v šedesátých letech vzniká významná vrstva žen, kterým dosažené vysoké a kvalitní vzdělání poskytuje značný duchovní kapitál, ale relativně prosperující společnost o něj neprojevuje zájem. Ženy se touží uplatnit i mimo vlastní dům, pociťují potřebu konfrontace zkušeností, což je vede na veřejná prostranství. Spolčují se na živelných i organizovaných hromadných setkáních a otevřeně vstupují do veřejného politického života.
Zásadním dílem byla kniha Druhé pohlaví od Simone de Beauvoir, která vyšla v roce 1949 ještě před nástupem druhé vlny. Její myšlenky o druhořadém postavení žen a jeho přijetí samotnými ženami měly velký vliv na pozdější feministické práce. V USA je za první stěžejní dílo tohoto období považována kniha The Feminine Mystique (1963) od Betty Friedan, která popsala nespokojenost mnoha žen v domácnosti z bílé střední třídy.

### Třetí vlna feminismu

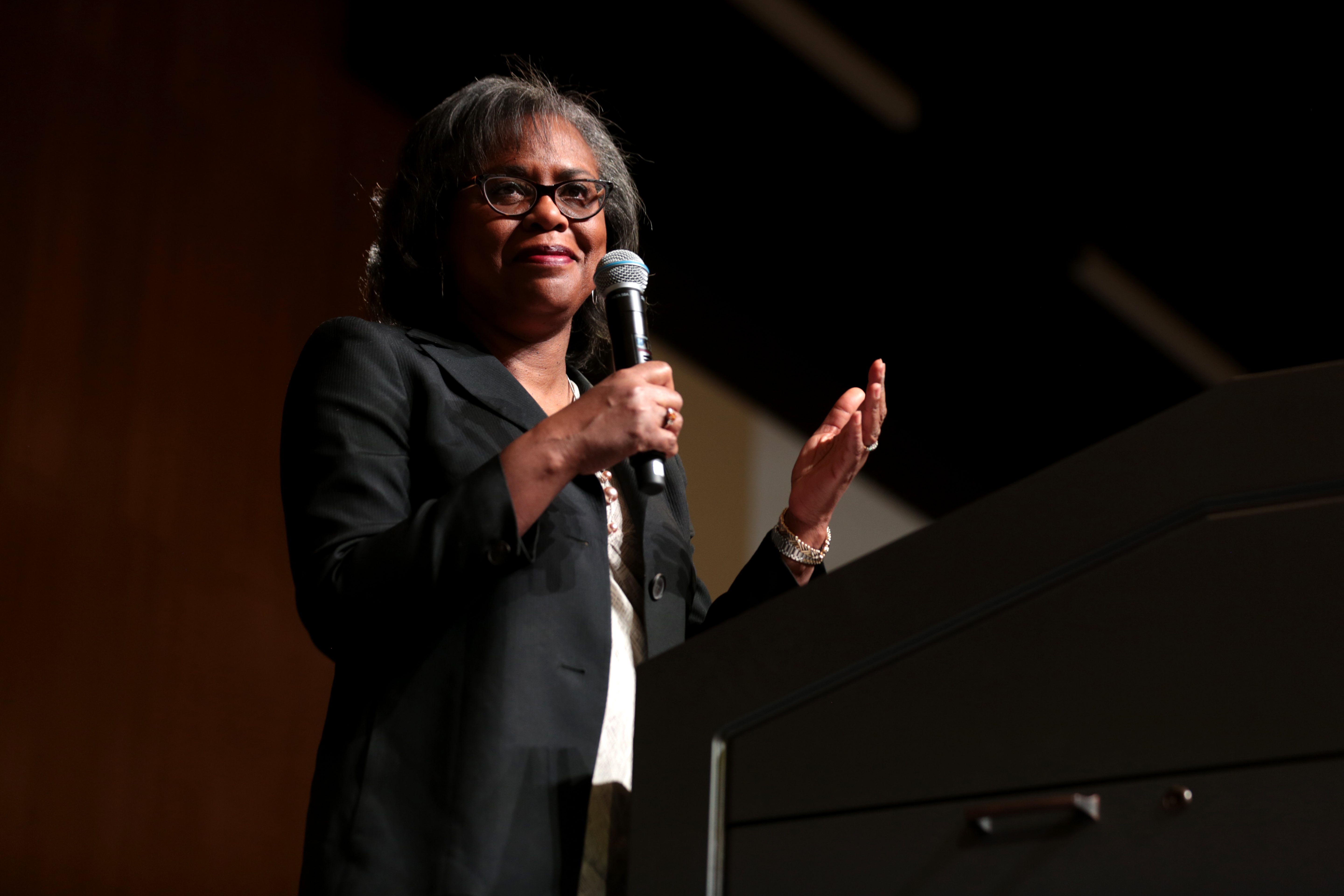
Projednávání případu sexuálního obtěžování Anity Hill (na obrázku) v americkém Senátu v roce 1991 je všeobecně považováno za začátek třetí vlny

Pozdní sedmdesátá léta proměňují hospodářskou a kulturní situaci. Do popředí se dostávají konzervativní vlády podporující hodnoty domova a domácnosti. Tradičně chápané ženství je považováno za jejich záruku. Současně se zvedá levicová kritika feminismu. Zřetelně se v tomto období formulují východiska feministické teorie: nerovnost mezi mužem a ženou není ani biologická danost, ani boží vůle, ale je kulturně a společensky konstruovaná.
K označení tradičně vytvořených stereotypů chování, vztahů a přístupů ke světu, jež se spojovaly s obrazem muže a ženy, si feministky z gramatiky vypůjčily pojem rod/gender. Zdůraznily tak, že biologické danosti těla, tj. pohlaví, nejsou samy o sobě určující pro postavení muže a ženy. V dosavadních dějinách lidstva měla většina společností jeden společný rys – ženě bylo vyčleněno podřízené místo „druhého pohlaví“ ve vztahu k muži bez ohledu na to, jaká míra moci, odpovědnosti a úcty jí byla přiznána. Feministická teorie tedy chce zkoumat rozdílné způsoby sociální a kulturní konstrukce mužství a ženství, aby odhalilo mechanismy útlaku, dominance a moci. Některé směry zdůrazňují, že žena je vystavena dvojímu útlaku – první vyplývá z hmotných omezeních v daném společenském systému, druhý souvisí s nerovným postavením mužů a žen ve všech oblastech života vyplývajících ze společenských norem, stereotypů a rolí.
Myšlenková povaha feminismu a jeho společenské zázemí se opět proměňuje v osmdesátých letech, zejména v jejich druhé polovině. Důležité je zakládání kateder ženských studií na předních, zejména amerických univerzitách, kde se zabydluje tzv. akademický feminismus. Současně se v právních systémech a organizaci společnosti uskutečňuje velká část požadavků raného feministického hnutí. Tudíž úspěch, který umožní další posun. Feministky už nenutí ženu, aby se prosazovala v mužském světě tím, že se přestane líčit, odhodí sukni, zesílí, stane se nekompromisní, racionální a bezohlednou. Právě tradičně opovrhované „ženské slabiny“ se mají stát váženou hodnotou, citový a citlivý přístup ke světu nemá být podřízen bezohlednému a nekompromisnímu.

## Proudy feminismu
Široce používané rozdělení pohledů na současný feminismus vytvořila socioložka Judith Lorberová (1998). Rozlišuje tři typy feministické teorie:
1) Genderové reformní feministické teorie: sem patří směry, které zdůrazňují podobnosti mezi ženami a muži a usilují o poskytnutí stejných možností účasti (mužům i ženám) na společenském dění. Tato skupina zahrnuje směry liberální feminismus, marxistický (socialistický) feminismus a rozvojový feminismus.
- liberální feminismus – nejsilnější proud podporující rovnoprávnost žen, bojuje za jejich možnost prosazovat se jako muži podle individuálních předpokladů a zájmů. Dlouho byl jediným převládajícím feministickým proudem, v jehož znamení probíhala první vlna. Domnívá se, že na začátku jsou všechny osoby stejné a jejich pozdější rozdělení je především důsledkem vlivu odlišného prostředí a výchovy. Východisko vidí především v postupné změně nahlížení jedinců na daný problém a v odmítání rozdílných sociálních rolí žen a mužů. Obě pohlaví by měla tyto stereotypy prolamovat, sociální role zbavit jejich protikladnosti a naopak brát v úvahu společné prvky. Tyto stereotypy představují neviditelné překážky, které brání ženám postoupit v kariéře, a v praxi jsou známé jako efekt skleněného výtahu. Dialog či spolupráci s muži proto považuje za důležitý a přínosný. Preferuje plynulé postupné reformy před radikální revolucí a věnuje se zejména změnám zákonů. Mezi hlavní představitelky patří např. Elizabeth Janewayová, Cynthia F. Epstainová a další.
- marxistický (socialistický) feminismus – transformuje Marxovu kritiku kapitalistického útlaku a aplikuje ji na postavení žen. Zaměřuje se na ekonomické aspekty života a prosazuje zejména rovné přístupy žen k zaměstnání a k finančním zdrojům obecně – pouze na základě ekonomické nezávislosti se žena může stát nezávislou a rovnoprávnou i v dalších rovinách. Východisko vidí pouze ve změně struktury společnosti jako takové, v odstranění sociální nespravedlnosti, k čemuž je možné dospět nikoli na základě reforem, ale pouze revoluční cestou. Významnými marxistickými myslitelkami jsou např. Sheila Rowbothamová, Nancy M. Hartsocková a další.
- rozvojový feminismus – zaměřuje se na specifické problémy a potřeby žen v hospodářsky rozvojových zemích

2) Feministické teorie genderově motivovaného odporu: směry v této skupině zdůrazňují že zajištění formálních zákonných práv je ovlivněno reálnou nadvládou mužů ve všech sférách společnosti (veřejné i soukromé části). Tyto směry zkoumají rozdíly v myšlení a prožívání mezi ženami a muži a vyzývají ženy, aby se vymanily z nadvlády zakládáním samostatných, výlučně ženských organizací a komunit.
- radikální feminismus – vychází z přesvědčení, že ženy jsou na všech rovinách utlačovány muži, což je důsledkem patriarchálního uspořádání současné společnosti, společenské nadřazenosti mužů. Zaměřuje se především na otázku sexuálního vykořisťování a zneužívání žen muži. V důsledku tak převrací a radikalizuje dosavadní dualistický model. Charakteristickým znakem je také prolomení hranic mezi soukromým a veřejným (politickým), neboť útlak se primárně projevuje v rodině. Jednoznačně se kloní k radikálním formám politického boje za osvobození žen. Mezi významné osobnosti tohoto proudu patří např. Mary Dalyová, Ti-Grace Atkinsonová, Sulamit Firestonová a další.
- lesbický feminismus
- psychoanalytický feminismus
- hlediskový (standpoint) feminismus

3) Feministické teorie genderově motivované vzpoury: směry věnují pozornost vzájemným vztahům mezi nerovnostmi založenými na genderu, rase, etnické příslušnosti, společenské třídě, sexuální orientaci.
- multirasový/multikulturní feminismus – řeší problém diskriminace žen v kombinaci s jejich etnickou nebo rasovou příslušností
- queer feminismus – řeší problém diskriminace žen v kombinaci s jejich sexuální orientací a/nebo genderovou identitou
- mužský feminismus
- feminismus sociální konstrukce
- postmoderní feminismus

4) Další směry:
- ekofeminismus – zkoumá sociální nerovnost ve vztahu k environmentálním, ekologickým problémům, jakými je například změna klimatu
- náboženský feminismus – věnuje se analýze náboženství z feministických pozic; zkoumá, jakým směrem se tradiční náboženství podílí na útlaku žen
- poststrukturální feminismus – rozebírá maskulinitu a feminitu jako proměnlivé kategorie a odkazuje tak k teoriím genderových studií
- anarchofeminismus – zastává rovnost žen a mužů v souvislosti s kritikou kapitalistického systému a státních institucí[24]
- kyberfeminismus – poukazuje na význam informačních a komunikačních technologií v dnešním světě a řeší jejich úlohu při řešení i posilování nerovnosti žen a mužů

## Radikální feminismus
Historie
Počátky radikálního feminismu lze pozorovat v 60. letech 20. století v USA, kdy se hnutí začalo rozvíjet spolu s Hnutím osvobození žen (Women’s liberation movement). Mnoho žen, které se účastnily obou hnutí se zapojily do boje proti rasismu. Radikální feminismus vznikl jako reakce na nedostatky teorie liberálního feminismu. Současně se vznikem r. feminismu se od začátku 60. let též zformovala druhá vlna feminismu.  Hnutí ovlivnilo nejen Spojené státy americké, ale rozšířilo se i do Spojeného království a Austrálie.

### Cíle
Zaměřením radikálního feminismu je spíše demontáž celého systému patriarchátu než úprava již existujícího systému. Podle myšlenek radikálního feminismu je útlak žen způsoben tím, jak funguje společnost a lze jej nalézt ve všech institucích. Tyto instituce, do kterých spadá i vláda a náboženství, jsou z historického hlediska soustředěny v moci mužů, což je důvodem potřeby jejich rozložení. Kritika ze strany radikálních feministek je zaměřena také na mateřství, sexualitu, manželství, rodinu a kulturu založenou na patriarchálních předpokladech a jejich cílem je změnit fungování těchto institucí.
Radikální feminismus se snaží o zrušení patriarchátu a dosažení pohlavní rovnosti. Klíčovým prvkem hnutí radikálního feminismu se stal proces "consciousness-raising", který pomohl přeměnit osobní prožitky na společenský problém a hledat jejich kořeny. Výsledkem tohoto jevu byly akce, jako například protest proti soutěži Miss America v roce 1968, které symbolizovaly odpor žen vůči společenským očekáváním.

### Kritika radikálního feminismu
Radikální feminismus byl terčem mnohé kritiky, ať už od tehdejších, ale i moderních feministek. Kritika z velké části vychází ze samotné podstaty radikálního feminismu, z myšlenky sesterstva. Jedná se o to, že se problémy genderové nerovnosti promítají do jednoduché rovnice, v níž všechny ženy jsou oběťmi útlaku a všichni muži jsou utiskovatelé. Je však všeobecně známo, že mnozí muži jsou členy feministických hnutí a bojují po boku žen proti sexistickým myšlenkám. Z tohoto důvodu mnozí kritici tvrdili, že hnutí se pouze snaží vytvořit nové systémy útlaku namísto řešení rovnosti mužů a žen, a tedy dělají totéž, za co obviňují muže a proti čemu se snaží bojovat. Další vlna kritiky se vznesla nad faktem, že hnutí bylo postaveno na představě jedné univerzální zkušenosti pro všechny ženy. Radikální feminismus byl pro to obviňován z ignorování problémů žen jiné rasy, sexuality nebo z jiné společenské vrstvy.

## Feminismus v Česku
V České republice mají politické strany pro feminismus řídké zastoupení. V roce 2005 se o to pokoušela Strana Rovnost Šancí (zkratka SRŠ), byla zaregistrovaná Ministerstvem vnitra dne 19. dubna 2005. Kladla si za cíl především prosazení úplného zrovnoprávnění žen ve společnosti. Předsedkyní strany byla Zdenka Ulmannová. 
Ve sněmovních volbách v roce 2006 strana obdržela 10 879 hlasů čili 0.20 %. V senátních volbách za stranu kandidovaly prof. Věra Chytilová v Praze 2 a předsedkyně strany Zdenka Ulmannová v Praze 8. Chytilová dostala 1  562 hlasů, (4.55  %), Ulmannová 278 hlasů (0.75 %). 
V září 2007 ministr vnitra na základě stanoviska kontrolního výboru Poslanecké sněmovny navrhl Nejvyššímu správnímu soudu pozastavení činnosti strany Strana Rovnost Šancí. Důvodem bylo údajné nesplnění zákonem dané povinnosti odevzdat výroční finanční zprávu za předchozí rok. 22. ledna 2008 byla činnost strany rozhodnutím Nejvyššího správního soudu pozastavena, právní moci rozhodnutí nabylo 31.1. 2008.

### Vývoj feminismu v Česku
Náznaky feministického myšlení se začaly objevovat s příchodem osvícenství nejen v České republice ale i v Evropě. Jakýsi oficiální počátek vlivu feminismu v Česku můžeme datovat do roku 1865, kdy byl založen nejvýznamnější český feministický spolek “Americký klub dam”. O jeho založení se zasloužil Vojtěch Náprstek společně s Karolínou Světlou. Tento klub se soustřeďoval na dobročinnost, péči o děti či vzdělávání. Klub se scházel v knihovně v domě U Halánků, kde byly pro čelenky pořádány přednášky z nejrůznějších okruhů lidského vědění.
Po vzoru tohoto spolku byly zakládány kluby sdružující ženy v dalších českých městech. Karolína Světlá iniciovala v roce 1871 i vznik “Ženského výrobního spolku českého”, který se soustředil na přípravu dívek a žen k ekonomicky výdělečné činnosti. Výuku žen dále posunula Eliška Krásnohorská, která nejen založila první dívčí gymnázium ve střední Evropě “Minerva” roku 1890, ale také koncipovala petici, kterou podaly české ženy Říšské radě, v které požadovaly, aby jim bylo umožněno studium na vysokých školách. Jako prvním v rámci Rakousko-Uherska jim bylo roku 1897 povoleno studium na filozofické fakultě, o 3 roky později i studium medicíny a farmacie.
Boj za politickou rovnoprávnost byl započat roku 1887 opět Vojtěchem Náprstkem, který vyslovil svůj návrh na zasedání městské rady. Nově založený “Ústřední spolek českých žen” publikoval informace o světovém ženském hnutí v časopise “Ženský svět” a bojoval za volební právo, které brzdily především katolické strany. Velkým průlomem bylo v roce 1912 zvolení první poslankyně sněmu království českého Boženy Vikové-Kunětické, která kandidovala po zjištění Františky Plamínkové, že formulace volebního řádu nevylučuje zvolení ženy.
Po konci první světové války se situace značně zlepšila, ženám byla uznána politická práva i práva na vzdělání. Zásada politické, kulturní i sociální rovnosti byla po slibu z Washingtonské deklarace Tomáše Garrigua Masaryka (1918) zakotvena roku 1920 i v Ústavě Československé republiky. Přes právní úpravu, ženy stále nebyly vnímány společností jako rovnoprávné, a tak byla roku 1923 založena “Ženská národní rada” Františkou Plamínkovou, která sdružovala zájmové ženské organizace v Čechách, na Moravě a Slovensku. Během druhé světové války, po popravě její hlavní představitelkyně byla tato organizace rozpuštěna a dále ženy provozovaly svoji činnost v ilegalitě.
Roku 1945 vznikla “Rada československých žen”, která byla vedena JUDr. Miladou Horákovou a navazovala na předchozí organizace. Po únoru 1948 byla všechna ženská hnutí rozpuštěna a 27. června 1950 byla Milada Horáková popravena. Jednačtyřiceti lety komunistického režimu byla narušena návaznost hnutí a myšlenek. Během toho období byly ženy reprezentovány “Československým svazem žen”, který byl jedním z mnoha nástrojů propagandy komunistické ideologie.